# 프랑스 항공사고조사위원회

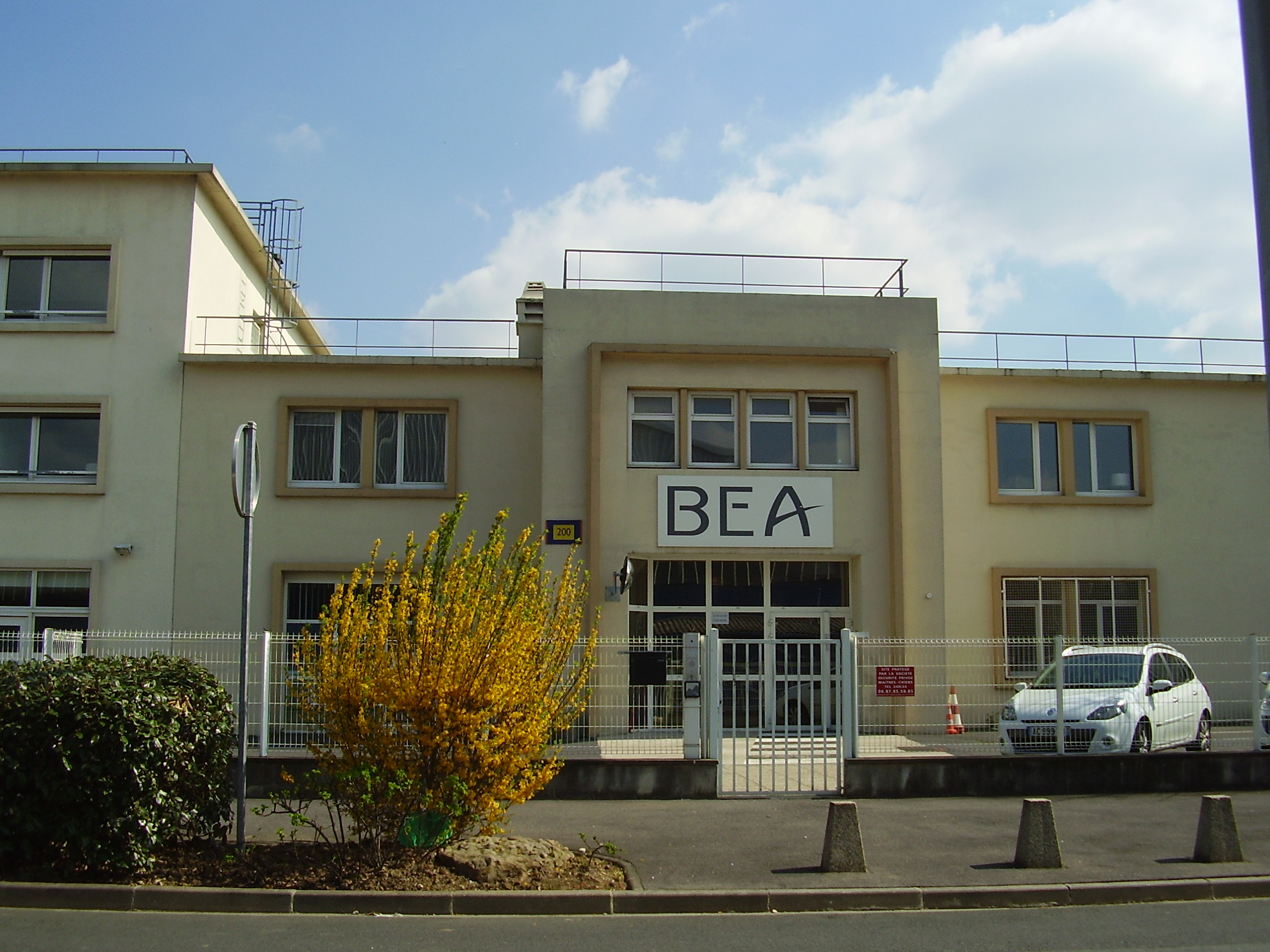
BEA 본사 건물 153호

프랑스 항공사고조사위원회(프랑스어: Bureau d'Enquêtes et d'Analyses pour la Sécurité de l'Aviation Civile, BEA)는 항공 사고를 조사하고, 이러한 조사에 따라 학습된 바를 바탕으로 안전 권고안을 만드는 프랑스 정부 기관의 하나이다. 파리 근처에 위치한 르 부르제 공항의 지상 건물 153호에 본사가 있다. 이 위원회에는 120명의 직원에 30명의 조사원, 12명의 조사 보조원이 있다. 생태, 지속 개발, 교통, 주택 공급부(Ministère de l'Écologie, du Développement durable, des Transports et du Logement, MEDDTL)의 관할이다.
프랑스 항공사고조사위원회는 1946년에 설립되었다.
R711-1 조항 그리고, L711-1과 민간항공의 프랑스 코드에 따라 운영된다.
국제 규칙에 따라 프랑스 기관들은 프랑스 영토나 영공에서 일어나는 모든 항공 사고뿐 아니라 다른 나라나 국제 영공에서 일어나는 프랑스 항공기와 관련한 사고까지 관할한다. 요청에 따라 외국 조사 기관을 협조하기도 한다.
2001년 12월 17일 이후로 프랑스 항공사고조사위원회의 위원장은 Paul-Louis Arslanian이다. 그는 2008년에 이 자리를 재임하였다.
2014년부터는 Rémi Jouty가 위원장을 맡고 있다

## 같이 보기
- 항공 안전